# بانک اچ‌اس‌بی‌سی خاورمیانه
بانک اچ‌اس‌بی‌سی خاورمیانه (انگلیسی: HSBC Bank Middle East) شرکت خدمات مالی و بانکداری اماراتی است، که در سال ۱۸۸۹ توسط پاول یولیوس رویتر و بانک شاهنشاهی ایران، در شهر تهران تأسیس شد. اکنون دفتر مرکزی بانک اچ‌اس‌بی‌سی خاورمیانه در شهر دبی، امارات قرار دارد.